# 滝田賢治
滝田 賢治（たきた けんじ、1946年8月2日 - ）は、日本の政治学者。専門は、国際政治史・アメリカ外交史。中央大学名誉教授。元中央大学政策文化総合研究所所長。

## 人物
横浜市生まれ。1969年3月東京外国語大学外国語学部英米語学科卒業、1974年3月一橋大学大学院法学研究科修士課程修了、1977年一橋大学大学院法学研究科博士課程単位取得満期退学。指導教官は細谷千博。
1977年4月日本学術振興会奨励研究員、1978年4月埼玉大学教養学部非常勤講師、1979年4月中央大学法学部専任講師、1980年4月中央大学法学部助教授、1986年4月中央大学法学部教授。この間1985年から国際連合大学グローバル・セミナー運営委員・講師を務めるほか、1991年3月から1993年3月までジョージワシントン大学中ソ研究所客員研究員、2002年4月から2009年3月まで中央大学政策文化総合研究所所長。2011年中央大学専任評議員。2017年定年退職。指導学生に細川幸一などがいる。

## 著書

### 単著
- 『太平洋国家アメリカへの道――その歴史的形成過程』（有信堂高文社, 1996年）
- 『国際政治史講義――20世紀国際政治の軌跡』（有信堂高文社, 2022年）

### 編著
- 『グローバル化とアジアの現実』（中央大学出版部, 2005年）
- 『東アジア共同体への道』（中央大学出版部, 2006年）
- 『21世紀東ユーラシアの地政学』（中央大学出版部, 2012年）
- 『アメリカがつくる国際秩序 (Minervaグローバル・スタディーズ 2)』（ミネルヴァ書房, 2014年）
- 『21世紀国際政治の展望――現状分析と予測』（中央大学出版部, 2017年）

### 共編著
- （坂本正弘）『現代アメリカ外交の研究』（中央大学出版部, 1999年）
- （五味俊樹）『現代アメリカ外交の転換過程』（南窓社, 1999年）
- （大芝亮）『国際政治経済資料集』（有信堂高文社, 1999年／第2版, 2003年）
- （石井修）『現代アメリカ外交キーワード――国際政治を理解するために』（有斐閣, 2003年）
- （五味俊樹）『9・11以後のアメリカと世界』（南窓社, 2004年）
- （大芝亮）『国際政治経済――「グローバル・イシュー」の解説と資料』（有信堂高文社, 2008年）
- （佐藤元英・中央大学政策文化総合研究所）『3・11複合災害と日本の課題』（中央大学出版部, 2014年）
- （大芝亮・都留康子）『国際関係学――地球社会を理解するために』（有信堂高文社, 初版2015年／第2版2017年／第3版2021年／第3版補訂版2023年）

### 訳書
- R・W・スチーブンスン『デタントの成立と変容――現代米ソ関係の政治力学』（中央大学出版部, 1989年）
- R・E・ニュースタット, E・R・メイ『ハーバード流歴史活用法――政策決定の成功と失敗』（三嶺書房, 1996年）
- ゴードン・A・クレイグ, アレキサンダー・L・ジョージ『軍事力と現代外交――歴史と理論で学ぶ平和の条件』（有斐閣, 1997年）
- デイヴィッド・ヘルド・アンソニー・マグルー・デイヴィッド・ゴールドブラット・ジョナサン・ペラトン 『グローバル・トランスフォーメーションズ――政治・経済・文化』（中央大学出版部, 2006年）
- ジェームズ・ミッテルマン『オルター・グローバリゼーション――知識とイデオロギーの社会的構成』（新曜社, 2008年）
- イアン・クラーク『グローバリゼーションと国際関係理論――グレート・ディヴァイドを超えて』（中央大学出版部, 2010年）
- ロバート・Ｏ．コヘイン, ジョセフ・Ｓ．ナイ『パワーと相互依存』（ミネルヴァ書房, 2012年）
- 姜聲鶴『戦史に学ぶ軍事戦略――孫子とクラウゼヴィッツを現代に生かすために』（日本語版監修、尹永洙訳,  彩流社, 2014年）
- マーガレット・マクミラン『第一次世界大戦――平和に終止符を打った戦争』（監修、真壁広道訳,  えにし書房, 2016年）